# Брус Джонстън
Брус Джонстън (на английски: Bruce Johnstone) е пилот от Формула 1. Роден е на 30 януари 1937 година в Дърбан, ЮАР.

## Формула 1
Брус Джонстън прави своя дебют във Формула 1 в Голямата награда на ЮАР през 1962 година. В световния шампионат записва 1 състезание, като не успява да спечели точки. Състезава се с БРМ.